# 30301 Kuditipudi
30301 Kuditipudi este un asteroid din centura principală de asteroizi.

## Descriere
30301 Kuditipudi este un asteroid din centura principală de asteroizi. A fost descoperit pe 27 aprilie 2000 la Socorro, New Mexico, în cadrul proiectului LINEAR. Asteroidul prezintă o orbită caracterizată de o semiaxă mare de 2,28 ua, o excentricitate de 0,18 și o înclinație de 5,3° în raport cu ecliptica.